# Wanand
Wanand – wieś w Armenii, w prowincji Armawir. W 2011 roku liczyła 1036 mieszkańców.